# 天主教卡宴教區
天主教卡宴教區（拉丁語：Dioecesis Caiennensis）是羅馬天主教會位於法屬圭亞那一個教會轄區，屬法蘭西堡教省一部分。1956年2月29日獲教區地位。2006年，20萬居民中有15萬位受洗天主教徒。教區下轄28個堂區，現任主教阿蘭·蘭賽（Alain Ransay）於2021年12月10日上任。卡宴主教同時是法國主教團和安的列斯群島主教團的成員。